# 뉴질랜드계 캐나다인
뉴질랜드계 캐나다인은 뉴질랜드인 혈통의 캐나다인 시민권자 또는 캐나다에 거주하는 뉴질랜드 출신 사람들을 뜻한다. 2016 캐나다 인구조사에 따르면 전체 또는 부분적으로 뉴질랜드 혈통을 주장한 캐나다인은 15,396명이었다.
양국은 모두 선진국이며 역사적 연결고리, 언어, 유사한 관습 등을 공유하고 있으며, 모두 영연방 왕국으로서 찰스 3세를 국가원수로 두고 있다.

## 주요 뉴질랜드계 캐나다인
- 대니얼 길리스 - 배우
- 브렌트 호지 - 영화 제작자
- 피터 호그 - 헌법학자
- 앨리슨 맥클린 - 감독
- 애런 올슨 - 프로 농구 선수
- 애나 패퀸 - 배우
- 이본 디 카를로 - 배우

## 같이 보기
- 캐나다-뉴질랜드 관계
- 캐나다계 뉴질랜드인
- 오스트레일리아계 캐나다인